# Reynard Motorsport

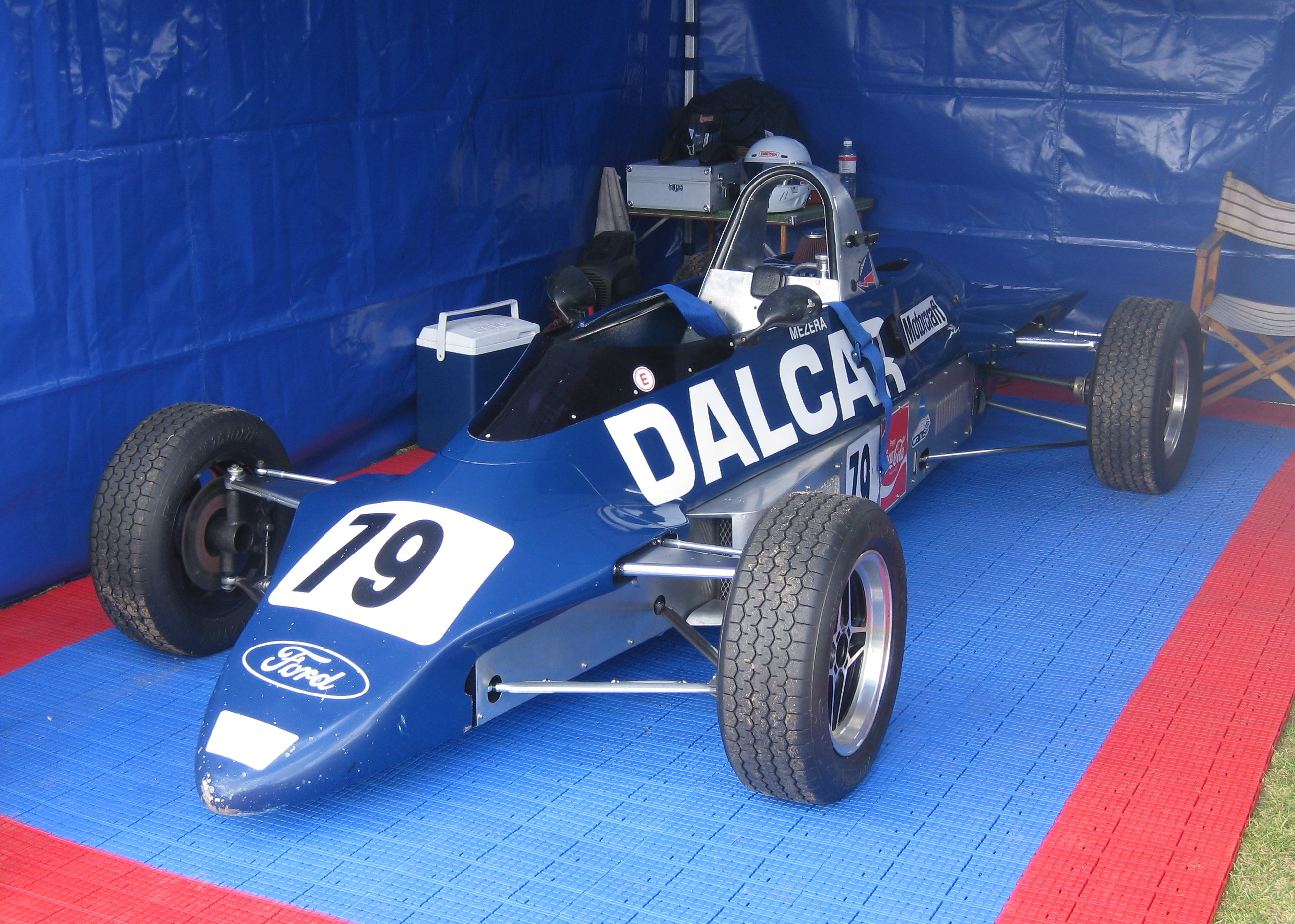
Reynard Formel Ford 1985.

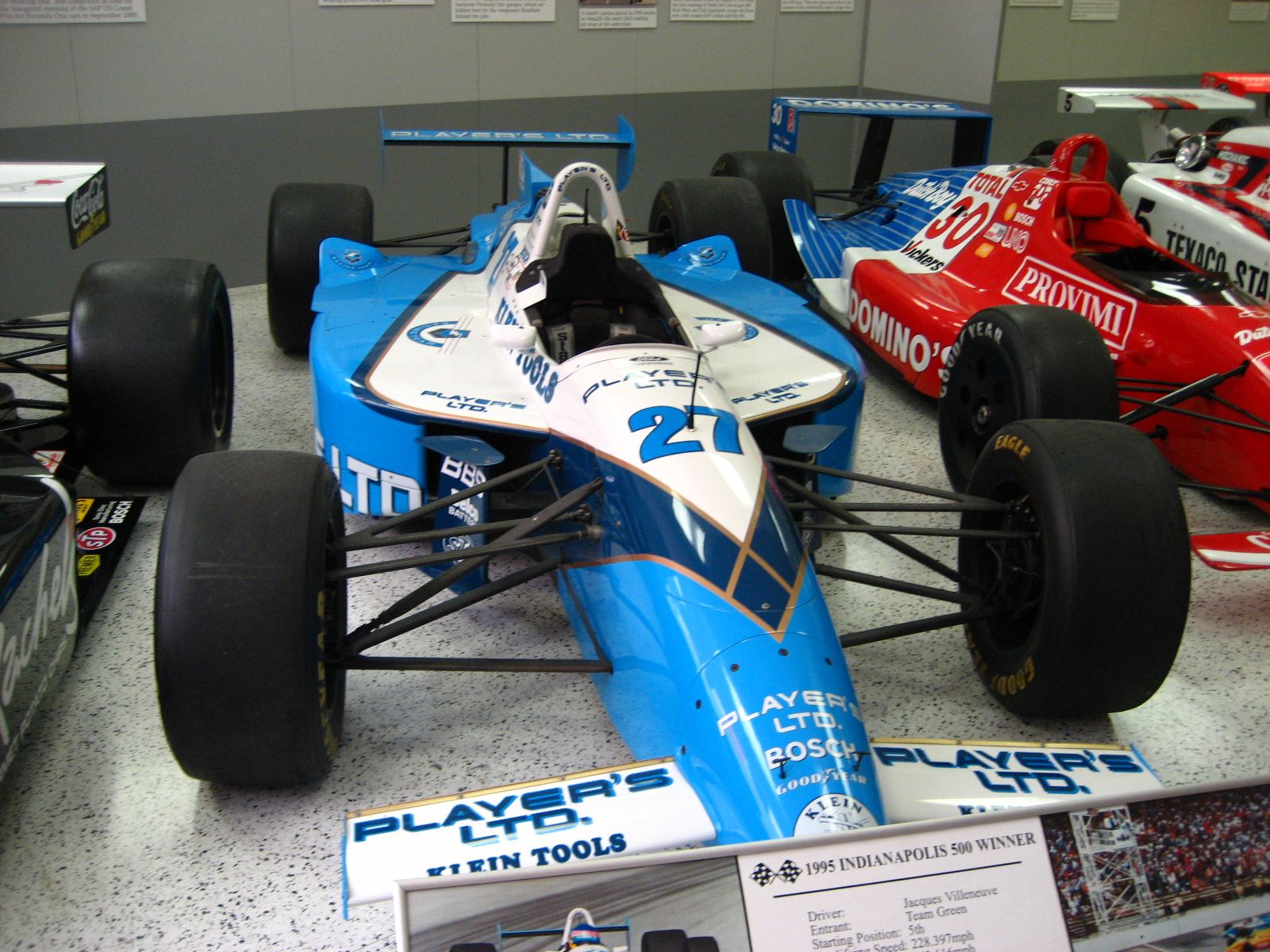
Reynards Indy 500-vinnare 1995.

Reynard Motorsport var en brittisk tillverkare av tävlingsbilar som verkade mellan 1973 och 2002.

## Historik
Företaget grundades av den brittiske racerföraren Adrian Reynard under namnet Sabre Automotive Ltd. De första bilarna tävlade i Formel Ford, men från mitten av 1980-talet tillverkades bilar för större serier som formel 3, formel 3000 och Indy Car.
I slutet av åttiotalet hade Reynard även planer på att bygga en formel 1-bil men projektet rann ut i sanden. Reynard var dock senare involverade i utvecklingen av British American Racings första F1-bil.
Reynards framgångar inom Champ Car ledde till att företaget expanderade stort i Nordamerika i slutet av 1990-talet. Satsningen blev alltför kostsam och slutade med konkurs i början av 2002.

## Återkomst

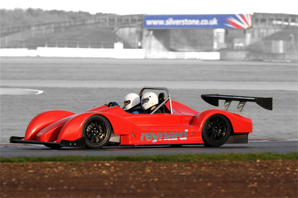
Reynards nya sportvagn.

2009 återkom namnet Reynard på en lätt sportvagn avsedd för brittisk klubbracing.